# 美国印第安纳北区联邦地区法院
美国印第安纳北区联邦地区法院 （引用时缩写为N.D. Ind.）是美国94个、印第安纳州2个联邦地区法院之一。该法院审理后的案件需上诉至第七巡回法院，专利及《塔克法案》相关的案件需上诉至联邦巡回区法院。